# Die schiffbrüchige Frau

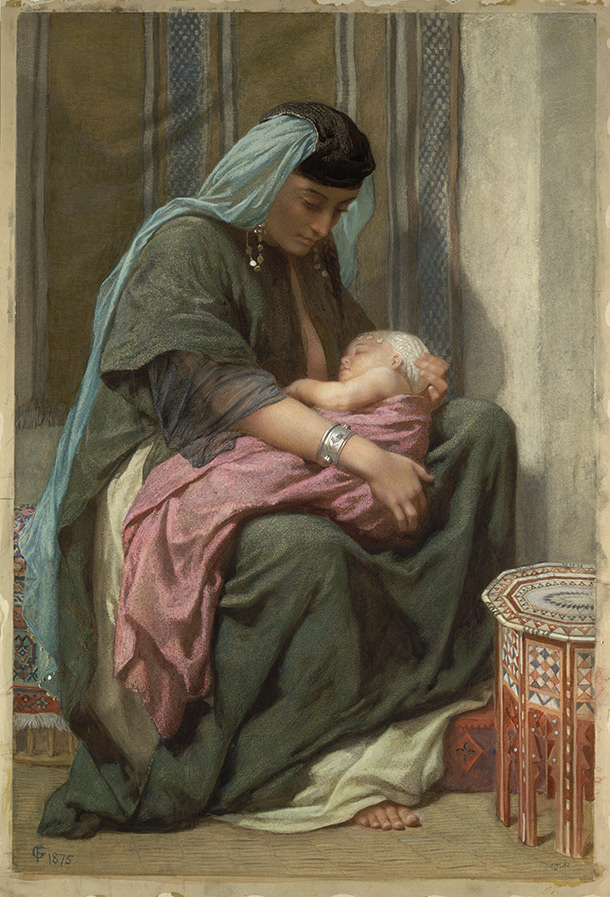
Die schiffbrüchige Frau mit ihrem Kind. Bild von Frederick Goodall (1822–1904).

Die schiffbrüchige Frau ist eine Erzählung aus den Geschichten aus Tausendundeiner Nacht. In der Arabian Nights Encyclopedia wird sie als ANE 164 gelistet.
In der Erzählung berichtet eine Frau in Mekka, wie sie mit Gottes Hilfe eine Katastrophe und einen sexuellen Angriff überlebte.

## Handlung
Ein Nachkomme des Propheten Muhammad erzählte die nachfolgende Geschichte:
Eines Nachts ging er in finsterer Nacht in Mekka um die Kaaba herum. Da hörte er eine klagende, bekümmerte Stimme. Als er nachsah, erkannte er eine Frau, die mit einem Säugling dasaß. Auf die Frage nach ihrem Verhalten erzählte die Frau, dass sie hochschwanger gewesen war, als sie sich zur großen bzw. kleinen Pilgerfahrt nach Mekka aufmachte. Doch das Schiff geriet in einen Sturm und sank, wobei die Frau sich nur retten konnte, indem sie auf eine Schiffsplanke rettete. Doch dann traten die Wehen ein und so brachte sie ihr Kind zur Welt.
Da schwamm einer der überlebenden Seeleute zu ihr, der die Frau schon Bord des Schiffes begehrt hatte. Nun forderte er sie auf, mit ihm Sex zu haben, ansonsten werde er sie ins Meer werfen. Die Frau flehte um seine Gnade, doch er war entschlossen, woraufhin sie ihn bat, doch zumindest zu warten, bis ihr neugeborenes Kind eingeschlafen sei. Da warf der Seemann ihr Kind ins Meer und wollte die Mutter vergewaltigen. Doch die Frau sprach ein Bittgebet zu Gott, dass er sie vor dieser Katastrophe erretten möge und aus dem Meer erhob sich ein großes Ungetüm, das den Seemann packte und ihn ins Meer warf, wo er ertrank.
Die Mutter trieb einen Tag lang auf der Planke im Meer, bis sie schließlich von einem herbeifahrenden Schiff entdeckt und gerettet wurde. An Bord stellte sie glücklich verwundert fest, dass die Besatzung auch ein neugeborenes Kind aus dem Meer gezogen hatte – die Crew erzählte, dass das Ungetüm, das sie gerettet hatte, auch das Kind gerettet hatte. Nun brachte das Schiff die Frau zurück an die Küste, wo sie schließlich nach Mekka gelangte und für immerdar im Dienste Gottes und seines Hauses stand, bis der Tod schließlich zu ihr kam.

## Hintergrund
Die Geschichte findet sich in den ägyptischen Manuskripten und den frühen arabischen Druckfassungen von Tausendundeine Nacht. Auf die Kalkutta-II-Ausgabe griffen Richard Francis Burton und Enno Littmann für ihre Übersetzungen zurück.

## Ausgaben
- Enno Littmann: Die Erzählungen aus den tausendundein Nächten, Insel Verlag, Frankfurt 1968 (Erstausgabe 1922–1928), 6 Bände (Kalkutta-II-Edition), Band 3, S. 712–715.